# Monoclonal gammopathy of undetermined significance
Monoclonal gammopathy of undetermined significance (MGUS) is een premaligne aandoening en kan worden gezien als een voorstadium van de ziekte van Kahler. MGUS is de term die wordt gebruikt wanneer er sprake is van een abnormale hoeveelheid immunoglobuline van één isotype in het serum. Het dient niet te worden verward met een maligniteit. Patiënten hebben meestal geen klachten en MGUS behoeft geen behandeling. De aandoening wordt vaak per toeval ontdekt. MGUS ontstaat meestal na het 50ste levensjaar, komt net als multipel myeloom vaker voor bij mannen en mensen met een donkere huidskleur.
Vanwege het risico op progressie naar multipel myeloom moeten patiënten met MGUS jaarlijks worden gecontroleerd. De kans op progressie is ongeveer 1% per jaar.